# Nyköpingsån
Der Nyköpingsån ist ein Fluss in Schweden südlich von Stockholm.
Er hat seinen Ursprung im See Tisaren in der historischen Provinz Närke.
Er fließt in östlicher Richtung. 
Dabei durchfließt er die Seen Sottern, Kolsnaren, Viren, Yngaren und Långhalsen und mündet bei Nyköping in die Ostsee.
Die Städte Vingåker und Katrineholm liegen an seinem Flusslauf.
Seine Länge einschließlich Quellflüssen beträgt 157 km.
Das Einzugsgebiet des Nyköpingsån umfasst 3631,6 km².
Der größte Nebenfluss ist der Husbyån, der den See Båven entwässert.
Im Unterlauf des Nyköpingsån lassen sich Meerforellen und Lachse mittels Fliegenfischen fangen.
Der Nyköpingsån eignet sich auch zum Paddeln.